# Цитадель Равальдино
Рокка-ди-Равальдино (итал. Rocca di Ravaldino) — укреплённая средневековая цитадель, расположенная в городе Форли на севере Италии. Также носит название Рокка ди Катерина Сфорца, поскольку крепость стала главным местом действия конфликта между Катериной Сфорца и Чезаре Борджиа. Сооружение перестраивалось в XIV веке при поддержке семьи Орделаффи и Эгидио Альборноса, в XV веке оно было расширено. Сегодня, часть здания предназначена для выставок, однако большую его часть занимает городская тюрьма.
Название «Равальдино» происходит от названия бывших укреплений «Бонцанио», по всей вероятности, равелина (отсюда и последующая эволюция в «Равальдино»), своего рода остатков крепости, стоявшей у одноимённых ворот. Между 1360 и 1371 годами укрепление было усилено возведением крепости, ставшей ядром для современного здания цитадели. На этом месте, по приказу Пино III Орделаффи, синьора Форли (1466-1480), в 1471 году архитектор Джорджо Маркези Фьорентино возвёл новое здание крепости, дошедшее до наших дней. 
В 1481 году по приказу нового властителя Форли Джироламо Риарио, поручившего работу тем же архитекторам, к крепости была пристроена цитадель. По внешним сторонам цитадели были добавлены равелины Котоньи и Чезена. Таким образом, здание состояло из отдельных частей, и было окружено сложной системой рвов, мостов и стен.
В 1496 году Катерина Сфорца, вдова Риарио и регентша своего малолетнего сына Оттавиано, построила третий равелин и цитадель на руинах крепости XIV века, для строительства которой была разрушена большая часть городской ратуши (Палаццо Комунале) с целью получения строительных материалов и архитектурных структур.
С ростом мощи артиллерии и изменением тактики ведения осады, цитадель утратила свою функцию оборонительного оплота и постепенно превратилась в тюрьму. Среди известных заключённых числился Астольфо Гвидерокки — один из первых узников в XVI веке.
Тюрьмы как таковые были построены внутри цитадели в конце XIX века и размещаются там до сих пор.
В настоящее время цитадель выглядит впечатляющим архитектурным сооружением квадратной формы: в каждом из её четырёх углов располагается низкая цилиндрическая башня, а посередине одной из стен высится приземистая квадратная башня.

## В массовой культуре
В цитадели Равальдино происходят несколько миссий компьютерной игры Assassin's Creed II, где Катерина Сфорца является союзником главного героя.